# Бряг Борхгревинк
Бряг Борхгревинк (на норвежки: Borchgrevinkkysten; на английски: Borchgrevink Coast) е част от крайбрежието на Източна Антарктида, в северната част на Земя Виктория, простиращ се между 71°20’ и 74°40’ ю.ш. и 165°25’ и 171° и.д. Брегът заема част от северния участък на Земя Виктория, попадащ в акваторията на море Рос на Тихоокеанския сектор на Южния океан, между носовете Адер на север и Вашингтон на юг. На северозапад граничи с Брега Пенел, а на юг – с Брега Скот на Земя Виктория. Крайбрежието е силно разчленено от няколко по-големи залива – Мобрей, Такер, Лейди Нюнс, Ууд и др., полуострови – Адер, Даниел и др. и крайбрежни острови – Посешън, Коулмен, Кай и др. Брегът Борхгревинк е изцяло покрит с континентален леден щит, дебелината на който във вътрешността нараства над 1000 m. Перпендикулярно на брега се простират планински хребети – Адмиралтейски (връх Сабин 3850 m.), Виктори (3130 m) и др., представляващи крайните северни части на Трансантарктическите планини. От тях в море Рос и в залива Лейди Нюнс се „вливат“ няколко големи планински и континентални ледници – Борхгревин, Маринър, Уайлд, Авиатор и др.
Брегът Борхгревинк е открит на 5 януари 1841 г., а след това и цялото му крайбрежие от британската антарктическа експедиция (1840 – 1842), възглавявана от видния полярен изследовател Джеймс Кларк Рос, който наименува новооткрития бряг Земя Виктория в чест на тогавашната британска кралица Виктория (1837 – 1901). През 1961 г. Комитета по антарктическите названия на Нова Зеландия наименува този участък от крайбрежието на Земя Виктория Бряг Борхгревинк в чест на норвежкия полярен пътешественик Карстен Борхгревинк, който през 1899 – 1900 г. организира и провежда първото зимуване на брега на Антарктида, при нос Адер (71°17′30″ ю. ш. 170°13′27″ и. д. / 71.291667° ю. ш. 170.224167° и. д.).